# Pasithea Face
Pasithea Face, född 4 april 2012 i Vomb i Skåne län, är en svensk varmblodig travhäst. Hon tränades av sin uppfödare Lutfi Kolgjini och kördes av Lutfi eller sonen Adrian Kolgjini. Under tiden i USA 2017 tränades hon av Jimmy Takter och kördes då av Tim Tetrick.

## Karriär
Pasithea Face tävlade mellan augusti 2014 och oktober 2017. Hon sprang in ca 5 miljoner kronor på 39 starter varav 12 segrar, 5 andraplatser och 8 tredjeplatser. Hon tog karriärens största segrar i Dayton Trotting Derby (2017), Dr. John Steele Memorial (2017). Hon har även kommit på andra plats i Guldstoet (2015), uttagningslopp till Svenskt Travderby (2016) och på tredje plats i Svenskt Trav-Oaks (2015) och Stochampionatet (2016).

### Avelskarriär
Pasithea Face stallades upp som avelssto 2018, och födde sitt första föl Joviality (efter Chapter Seven), 2019.